# 1re escadre de chasse
Pour les articles homonymes, voir 1re escadre.
La 1re escadre de chasse  est une ancienne unité de chasse de l'Armée de l'air française qui a connu trois périodes d'existence successives : entre 1932 et 1939, 1943 et 1951 et enfin entre 1952 et 1966.

## Historique
Après sa reformation en 1943, il devient l'une des trois escadre de chasse du 1er corps aérien français en service du 25 septembre 1944 au 4 septembre 1945. Elle participe à la bataille d'Alsace, la bataille des Vosges et la campagne d'Allemagne en 1945.

## Escadrons

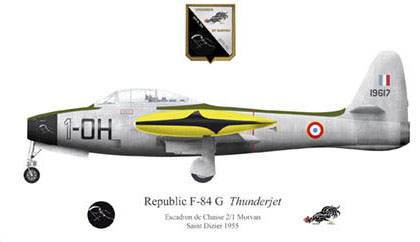
F-84G du 2/1 Morvan

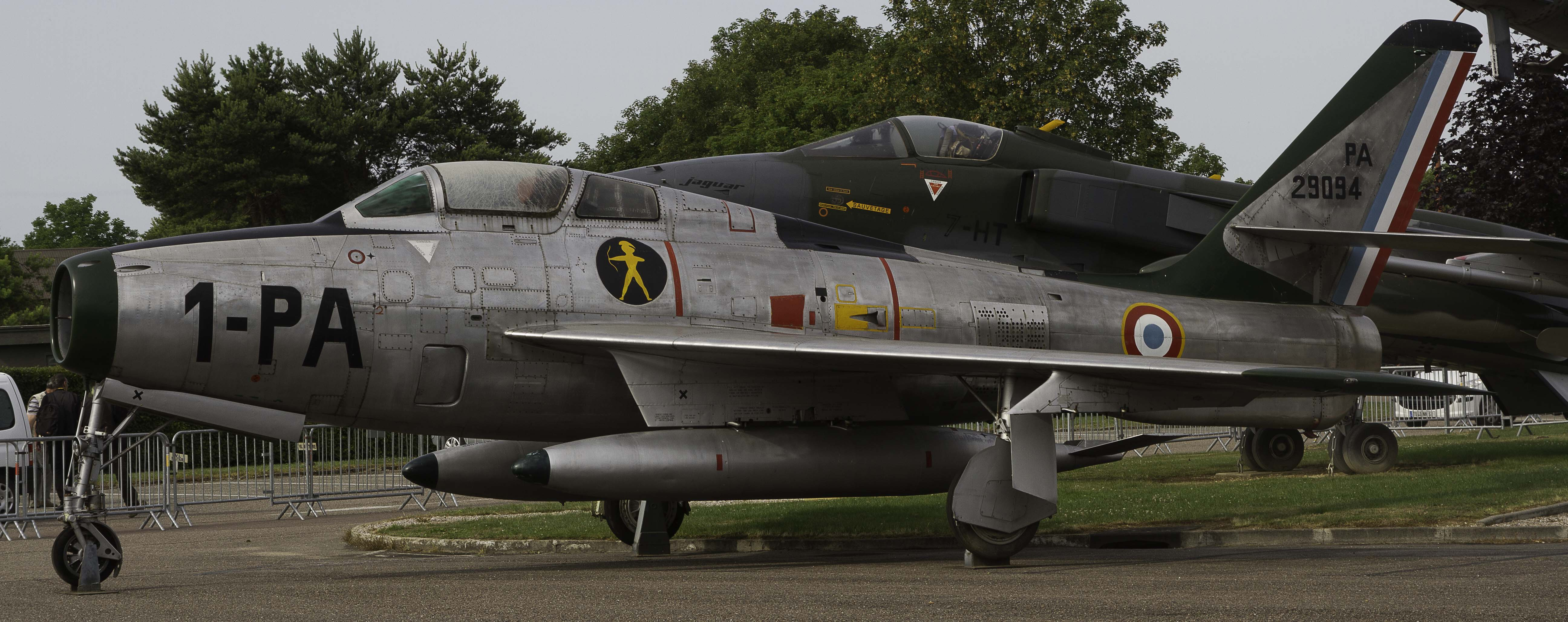
F-84F aux couleurs du 3/1 Argonne conservé sur la base de Saint Dizier

### Première période
- Groupe de Chasse I/1 : du 1er juillet 1932 au 1er mai 1939
- Groupe de Chasse II/1 : du 1er juillet 1932 au 1er mai 1939
- Groupe de Chasse III/1 : du 1er avril 1937 au 1er mai 1939

### Deuxième période
- Groupe de Chasse I/3 Corse (01/01/1943 au 01/11/1945)
- Groupe de Chasse I/7 Provence	(01/11/1943 au 01/07/1947)
- Groupe de Chasse II/7 Nice (01/11/1943 au 01/07/1947)
- Groupe de Chasse II/18 Saintonge (04/06/1945 au 01/07/1945)
- Groupe de Chasse I/1 Provence	(01/07/1947 au 17/11/1951)
- Groupe de Chasse II/1 Nice (01/07/1947 au 17/11/1951)
- Groupe Mixte III/6 Roussillon	(02/05/1950 au 18/07/1950)
- Groupe de Chasse I/9 Limousin (15/06/1950 au 01/12/1950)

### Troisième période
- Escadron de chasse 1/1 Corse devenu Escadron de chasse 3/11 Corse le 1er avril 1966.
- Escadron de chasse 2/1 Morvan
- Escadron de chasse 3/1 Argonne (du 1er février 1953 au 1er novembre 1957). Recréé en tant qu'Escadron de chasse 2/7 Argonne le 1er mai 1974 puis Escadron de transformation Mirage 2000D 2/7 Argonne en juillet 2010.

## Bases
Avant-guerre la 1re escadre de chasse a été basée sur trois aérodromes de la région parisienne :
- Le Bourget du 1er juillet 1932 à décembre 1934
- Villacoublay de décembre 1934 au 29 octobre 1936
- Etampes du 29 octobre 1936 au 15 avril 1939

Pendant la troisième période de son histoire, la 1re EC a occupé les bases suivantes
- BA112 Reims (1er avril 1952 au 20 août 1952)
- BA139 Lahr (20 août 1952 au 4 décembre 1952)
- BA113 Saint-Dizier (4 décembre 1952 au 28 février 1966)

## Appareils
- Nieuport-Delage NiD.62 : du 1er juillet 1932 à 1936
- Dewoitine D.500 : de 1936 à 1939
- Dewoitine D.510 : de 1937 au 1er mai 1939
- Supermarine Spitfire : du 1er janvier 1943 au 17 novembre 1951
- Republic F-84G Thunderjet (du 1er avril 1952 à début 1956)
- F-84F Thunderstreak (du début 1956 au 28 février 1966)